# Dalibor Horák
Dalibor Horák (* 4. června 1965 Štáblovice) je český politik a podnikatel, v letech 2004 až 2012 a opět od roku 2016 zastupitel Olomouckého kraje (z toho v letech 2004 až 2008 radní kraje a 2016 až 2024 náměstek hejtmana), v letech 2010 až 2016 starosta města Uničov na Olomoucku (předtím v letech 2002 až 2010 místostarosta), člen ODS. Člen okresního předsednictva Českého svazu bojovníků za svobodu.

## Život
Narodil se v obci Štáblovice na Opavsku, ale už v roce 1970 se jeho rodina přestěhovala do Uničova. V roce 1983 absolvoval místní gymnázium, poté krátce působil jako topič v zemědělském družstvu. Po absolvování vojenské služby pracoval jako skladník, mezi lety 1990 a 2002 podnikal v oblasti obchodu se zemědělskými produkty a jejich zpracování.
V letech 2000 až 2006 si doplnil vysokoškolské vzdělání bakalářským oborem archivnictví na Katedře historie Filozofické fakulty Univerzity Palackého v Olomouci. V letech 2008 až 2011 pak vystudoval navazující magisterský obor historie na téže fakultě (získal titul Mgr.).
Mezi jeho koníčky patří hudba, kterou aktivně provozuje se svou kapelou Pohodovka. Ztvárnil také epizodní roli ve filmu Divoké včely režiséra Bohdana Slámy z roku 2001. K jeho dalším zájmům patří literatura, historie a filosofie.
Dalibor Horák je ženatý a má dospělého syna. Žije v Uničově. Dlouhodobě se angažuje v Českém svazu bojovníků za svobodu, kde vykonává funkci předsedy základní organizace v Uničově. Zároveň je místopředsedou okresní organizace ČSBS v Olomouci a členem ústředního výboru svazu (rok 2016). Za své aktivity v ČSBS byl oceněn Čestnou medailí svazu I. stupně.

## Politické působení
Od roku 1992 je členem ODS, ve straně působí nepřetržitě od roku 1995 ve funkci místního sdružení Uničov. V roce 2000 byl poprvé zvolen místopředsedou oblastního sdružení Olomouc.
Do komunální politiky vstoupil, když byl za ODS zvolen v komunálních volbách v roce 1994 zastupitelem města Uničov na Olomoucku. Stal se také radním města. Ve volbách v roce 1998 byl sice na druhém místě kandidátky, ale post zastupitele neobhájil (skončil jako první náhradník). Krátce po volbách ale jeden ze zastupitelů ODS na mandát rezignoval a tak se do zastupitelstva vrátil a ve volbách v roce 2002 už zastupitelskou funkci z pozice lídra bez potíží obhájil. Navíc se stal místostarostou města. Ve volbách v roce 2006 uspěl a pokračoval i jako místostarosta. Mandát zastupitele města obhájil z pozice lídra i ve volbách v roce 2010 a 2014. Už v listopadu 2010 byl zvolen starostou města Uničova a v listopadu 2014 pak byl ve funkci potvrzen. V prosinci 2016 však na funkci starosty města rezignoval, jelikož se předtím stal náměstkem hejtmana Olomouckého kraje. Ve funkci jej vystřídal Radek Vincour, sám Horák se stal radní města. Ve volbách v roce 2018 mandát zastupitele města obhájil, setrval také ve funkci radního města.
V krajských volbách v roce 2000 kandidoval za ODS do Zastupitelstva Olomouckého kraje, ale neuspěl. Zvolen byl až ve volbách v roce 2004. Ve volebním období 2004 až 2008 navíc zastával post radního kraje. Ve volbách v roce 2008 obhájil mandát zastupitele kraje, ale radním se již nestal. Kandidoval také ve volbách v roce 2012, ale neuspěl. V krajských volbách v roce 2016 byl lídrem ODS v Olomouckém kraji a stal se krajským zastupitelem. Dne 8. listopadu 2016 byl zvolen 3. náměstkem hejtmana, na starosti má zdravotnictví. V krajských volbách v roce 2020 byl opět lídrem kandidátky ODS v Olomouckém kraji, mandát krajského zastupitele se mu podařilo obhájit. Na konci října 2020 se navíc stal 2. náměstkem hejtmana. V dubnu 2024 byl zvolen lídrem kandidátní listiny ODS v Olomouckém kraji v krajských volbách v roce 2024, mandát krajského zastupitele se mu podařilo obhájit. Opustil však post náměstka hejtmana.
Pokoušel se dostat i do Poslanecké sněmovny PČR. Za ODS kandidoval v letech 2002 a 2006 v Olomouckém kraji, ale ani jednou neuspěl.